# Biserica „Schimbarea la Față” din Constanța
Biserica „Schimbarea la Față” din Constanța este un monument istoric aflat pe teritoriul municipiului Constanța.
Biserica are hramul „Schimbarea la Față” și a fost construită prin contribuția comunității grecești din oraș, care a primit aprobarea sultanului Abdul-Aziz. Construcția s-a terminat în 1867 (deși pe fațadă este indicat anul 1868), după planul arhitectului grec Teoharidi, adaptat atât normelor dimensionale fixate la Constantinopol, cât și unei aspirații clasicizante prin care grecii aflați în exil liber ales înțelegeau să perpetueze, apolitic, spiritul Helladei. Interiorul de tip biserică sală, împărțit atât longitudinal cât și transversal prin stâlpi poligonali cu capitel fitomorf ce sprijină o arcadă și cu balcoane pe trei laturi, a fost zugrăvit de un pictor adus de la Muntele Athos, Aghiograf. Imaginile deteriorate de timp au fost înlocuite după 1984. Scările și pavimentul au fost lucrate din marmură adusă din Grecia. Credincioșii au adus de-a lungul anilor, costisitoare obiecte de cult, achiziționate de la Constantinopol și Veneția, pe care le-au donat bisericii. În anul 1897 se efectuează primele reparații. Între 1922-1924 se zidesc cele patru ferestre de pe latura nordică, deși ancadramentele lor din piatră, cu arcadă se păstrează până astăzi. În 1947 se adaugă pe latura dreapta un turn clopotniță a cărui semicupolă se sprijină pe coloane scurte. Această construcție târzie tulbură simetria fațadei împărțită prin pilaștri cu capitel, în trei registre verticale.